# Institut Courant de Ciències Matemàtiques
L'Institut Courant de Ciències Matemàtiques (Courant Institute of Mathematical Sciences, CIMS) és una divisió independent de la Universitat de Nova York (NYU) en la Facultat d'Arts i Ciències que fa de centre d'investigació i de formació avançada en matemàtiques i ciències de la computació. Duu el nom de Richard Courant, un dels fundadors de l'Institut Courant i també professor de matemàtiques a la Universitat de Nova York entre el 1936 i el 1972.
L'Institut és un dels centres més prestigiosos del món en recerca i formació en matemàtiques. També és conegut per l'extensa investigació en àrees de les matemàtiques pures, com les equacions en derivades parcials, la probabilitat i la geometria, així com en àrees de les matemàtiques aplicades, com la biologia computacional i la neurociència computacional.
Els professors de l'Institut Courant Peter Lax, S. R. Srinivasa Varadhan, Mikhaïl Grómov, Louis Nirenberg foren guanyadors del Premi Abel els anys 2005, 2007, 2009 i 2015 respectivament, per la seva recerca en equacions en derivades parcials, probabilitat i geometria. Alguns altres professors destacats han sigut Jürgen Moser (Medalla Cantor el 1992) o Martin Hairer (Medalla Fields el 2014). Entre els alumnes notables hi ha informàtics teòrics com Martin Kruskal i Anita Borg i nombrosos matemàtics, entre els quals Albert Dou i Mas de Xexàs i Xavier Cabré i Vilagut.